# Cus D’Amato
Constantine „Cus“ D’Amato (* 17. Januar 1908 in der Bronx, New York City, New York; † 4. November 1985 in Catskill, New York) war ein US-amerikanischer Boxtrainer. Er wird als Erfinder des Peek-a-boo-Boxstils bezeichnet.
D’Amato wurde 1908 im New Yorker Arbeiterstadtteil Bronx geboren. Sein erstes Boxstudio, das Gramercy Gym, eröffnete er 1939 in der 14th Street in Manhattan. Er förderte die Karrieren von Halbschwergewichts-Meister José Torres und den Schwergewichtlern Floyd Patterson und Mike Tyson. Darüber hinaus arbeitete er als informeller Berater für Muhammad Ali, Gerry Cooney und unzählige weitere Boxer. D'Amato bildete auch verschiedene andere Trainer wie Teddy Atlas, Joey Fariello und Kevin Rooney aus. Cus D'Amato starb 1985 an einer Lungenentzündung, gut ein Jahr bevor sein letzter Boxer Mike Tyson mit 20 Jahren und 144 Tagen jüngster Schwergewichtsweltmeister aller Zeiten wurde.
1993 wurde ein Teil der 14. Straße in Cus D'Amato Way umbenannt.
1995 fand D’Amato Aufnahme in die International Boxing Hall of Fame.

## Online-Marathon in Erinnerung an Cus D'Amato
Von 26. Oktober 2017 bis 4. November 2017 fand das internationale Projekt «Science of Victory» in Form eines Online-Marathons in Erinnerung an Cus D'Amato statt. Referenten aus Russland, der Ukraine, Italien, Spanien, Deutschland und den USA nahmen an diesem Projekt teil. Die Referenten waren wichtige Persönlichkeiten in der Welt des professionellen und des Amateur-Boxens, angefangen von Journalisten der führenden Box-Magazine bis hin Meistern des Boxens, einschließlich Box-Weltmeister Silvio Branco, Weltmeister und Olympiasieger im Boxen Patrizio Oliva, Kickbox-Weltmeister Semen Poskotin, Wall-Street-Journal-Kolumnist Gordon Marino und andere.
Alle teilten ihre Gedanken über das Phänomen D'Amato und seinen bis heute einzigartigen Erfolg, dass unter seiner Führung und Anleitung drei Weltmeister hervorgebracht wurden. Anlass für die Durchführung des Marathons war die Arbeit an dem Buch «Non-compromised Pendulum» (deutsch: Kompromissloses Pendel) über den außergewöhnlichen „Peek-a-boo“-Stil Cus D'Amatos. Die Autoren waren Tom Patti, ein Schüler D'Amatos, und der Psychologe Oleg Maltsev.